# Sigilmassasaurus
Sigilmassasaurus is een geslacht van vleesetende theropode dinosauriërs, behorend tot de Tetanurae, dat tijdens het late Krijt leefde in het gebied van het huidige Marokko. De enige benoemde soort is Sigilmassasaurus brevicollis.

## Vondst en naamgeving
In 1996 beschreef en benoemde Dale Russell fossielen aangekocht door het Canadian Museum of Nature en gevonden bij Er Rachidia in de streek Tafilalt als de typesoort Sigilmassasaurus brevicollis. De geslachtsnaam is afgeleid van de ruïnestad Sijilmassa. De soortaanduiding betekent "kortgenekt" in het Latijn vanuit brevis, "kort" en collum, "nek".
Het holotype, CMN 41857, is gevonden in een laag van de Kem Kem-formatie die vermoedelijk dateert uit het Cenomanien. Het bestaat uit een eerste ruggenwervel. Russell wees ook verschillende paratypen aan: CMN 41772, een achterste ruggenwervel; CMN 41774, een tiende halswervel; CMN 41776, een middelste ruggenwervel; CMN 41790, een tiende halswervel; CMN 41850, een vijfde ruggenwervel; CMN 41851, een achterste ruggenwervel; CMN 41856, een eerste ruggenwervel; CMN 41858, een tweede of derde ruggenwervel; CMN 50402, een middelste ruggenwervel; CMN 50407, een middelste of achterste ruggenwervel; CMN 50428, een middelste ruggenwervel; en CMN 50800, een middelste of achterste ruggenwervel. De wervels werden niet in verband gevonden en vertegenwoordigen meerdere individuen.
Russell wees ook verschillende staartwervels aan de soort toe, specimina CMN 41775, CMN 41853, CMN 41854 en CMN 41855, maar Fernando Emilio Novas concludeerde in 2005 dat het vermoedelijk ging om wervels die toebehoorden aan een vorm die verwant was aan de iguanodontiër Ouranosaurus.
Daarnaast wees Russell het materiaal van Spinosaurus B, dat Ernst Stromer in 1915 in Egypte had laten opgraven, specimen IPHG 1922 X45, toe aan een Sigilmassasaurus sp. Een tweede onbenoemde soort van Sigilmassasaurus baseerde hij op specimen CMN 41629, een voorste ruggenwervel uit een oudere laag van de Kem-Kem-formatie die wellicht dateert uit het Albien. Aan deze soort wees hij ook een staartwervel toe, specimen CMN 41862, maar ook hier gaat het vermoedelijk om iguanodontisch materiaal. Volgens Russell zou Spinosaurus B tussen Sigilmassasaurus brevicollis en Sigilmassasaurus sp. in bouw instaan.
Nog hetzelfde jaar dat de soort benoemd werd, stelde Paul Sereno dat het om een jonger synoniem van Carcharodontosaurus zou gaan. Dat zou bijvoorbeeld blijken uit het feit dat verschillende halswervels uit hetzelfde gebied, specimina SGM-Din 3, SGM-Din 4 en SGM-Din 5, aan Carcharodontosaurus toegewezen konden worden, maar in vorm gelijkend waren op het materiaal van Sigilmassasaurus. Dit was een opvatting die daarna door de meeste onderzoekers nagevolgd werd. In 2008 stelde Juan Canale zelfs dat het helemaal niet om een theropode ging en dat ook de halswervels iguanodontisch waren. Dat laatste werd al snel algemeen betwijfeld omdat ze pleurocoelen vertonen die niet van ornithischiërs bekend zijn. Wel vestigde het de aandacht op het feit dat de toewijzing aan Carcharodontosaurus ongefundeerd was; zowel het in 1996 toegewezen materiaal als SGM-Din 3, SGM-Din 4 en SGM-Din 5 deelden helemaal geen bekende unieke kenmerken met dat geslacht, waarvan voornamelijk schedelresten gevonden zijn. In 2013 stelde Bradley McFeeters dat Sigilmassasaurus toch een valide taxon was, een theropode die niet aan Carcharodontosaurus identiek was. Het gebrek aan overlappend materiaal maakt het overigens ook moeilijk een identiteit uit te sluiten.
In 2005 suggereerde Luke Mahler dat Sigilmassasaurus en Spinosaurus maroccanus identiek zouden zijn. In 2014 stelde Nizar Ibrahim dat Spinosaurus aegyptiacus, Spinosaurus B, Spinosaurus maroccanus en Sigilmassasaurus alle zouden samenvallen. Hij wees in dat verband ook een neotype aan voor Spinosaurus aegyptiacus, een in Marokko gevonden skelet. In 2015 echter stelden Serjoscha Evers e.a., in het kader van een gedetailleerde beschrijving van de resten van Sigilmassasaurus, dat dit taxon weliswaar identiek was aan Spinosaurus maroccanus, maar dat het verschilde van Spinosaurus aegyptiacus. Dit was gebaseerd op een verwerping van een aanwijzing van een neotype voor Spinosaurus aegyptiacus: niet alleen zou dit niet op geldige gronden geschied zijn, maar er zou ook onvoldoende bewijs zijn dat het neotype één enkel individu vertegenwoordigde — hetzelfde zou overigens gelden voor Spinosaurus B. Daarbij had Ibrahim geen gedetailleerde beschrijving gegeven van dit neotype en evenmin van het oude holotype zodat zijn opvattingen over een mogelijke identiteit onvoldoende gefundeerd waren. De situatie werd nog verder gecompliceerd doordat er in het Marokkaanse materiaal duidelijk twee soorten spinosauriden aanwezig zouden zijn. Problematisch aan de positie van Evers is dat het typemateriaal van Sigilimassasaurus en Spinosaurus maroccanus niet overlapt. In Marokko zijn nooit redelijk volledige in verband gevonden spinosauride skeletten opgegraven.

## Beschrijving
Sigilmassasaurus is een reusachtige theropode. Sommige specimina zijn afkomstig van zeer grote individuen. Ruggenwervel CMN 41772 heeft een lengte van 162 millimeter wat duidt op een lichaamslengte van zo'n twaalf meter. Deze grootte komt overeen met de uit de schedel te extrapoleren grootte van Carcharodontosaurus; Sereno vond het eenvoudiger aan te nemen dat slechts één reusachtige theropode in de formatie aanwezig was. James Orville Farlow stelde echter in 2002 dat de Kem Kem getypeerd werd door een overvloed aan grote theropoden, naast Sigilmassasaurus en Carcharodontosaurus ook Spinosaurus, Deltadromeus en Bahariasaurus. Kleine verschillen in omvang en kopvorm zouden een nicheverdeling mogelijk maken.
Het geslacht onderscheidt zich door het bezit van vergrote hypapofysen, onderste verdikkingen aan de achterzijde van het wervellichaam, bij althans de tiende, cervicodorsale, halswervel, en het feit dat die wervels sterk verbreed zijn: anderhalfmaal breder dan hoog. Russell naam aan dat dit voor de hele nek gold, dat alle halswervels kort waren en dat ze allemaal de opvallende wigvorm van de cervicodorsale wervel zouden delen en de nek aldus in een bizarre extreme S-vorm gehouden werd. In feite heeft deze wervel deze kenmerken omdat hij de overgang vormt naar de ruggengraat.
Specimen CMN 41629 onderscheidt zich van de wervels van het materiaal van de typesoort door een nauwer en minder gebogen wervellichaam; een grotere pleurocoel, pneumatische uitholling op de zijkant, waarbij de vlakke zijwand van het wervellichaam de bovenrand vormt; meer zijwaarts gerichte parapofysen, onderste ribgewrichten en een nauwere hypapofyse. Russell stelde ook dat CMN 41862 meer ingesnoerd was en een grotere achterste opening van het ruggenmergkanaal bezat, maar dat is vermoedelijk irrelevant daar het om iguanodontisch materiaal gaat.
De studie van McFeeters uit 2013 ontdekte een aanvullend uniek kenmerk: de wervelboog heeft vooraan en achteraan op de bovenkant geen in de lengterichting van het lichaam lopende richels, zodat het doornuitsteeksel direct aansluit op het dak van het ruggenmergkanaal.

## Fylogenie
Russell plaatste Sigilmassasaurus in een eigen Sigilmassasauridae, waarvan het dan het enige bekende lid zou zijn. Vaak werd de soort daarna in de Carcharodontosauridae geplaatst, maar McFeeters stelde dat de soort niet alleen geen afgeleide kenmerken deelde met Carcharodontosaurus, maar ook niet met de carcharodontosauriden, een bijkomende aanwijzing dat de genera niet identiek zijn.